# Matamoras (Pensilvania)
Matamoras es un borough ubicado en el condado de Pike en el estado estadounidense de Pensilvania. En el año 2000 tenía una población de 2.612 habitantes y una densidad poblacional de 1,279.9 personas por km².

## Geografía
Matamoras se encuentra ubicado en las coordenadas 41°22′04″N 74°42′07″O / 41.36778, -74.70194.

## Demografía
Según la Oficina del Censo en 2000 los ingresos medios por hogar en la localidad eran de $37,361 y los ingresos medios por familia eran $45,917. Los hombres tenían unos ingresos medios de $32,875 frente a los $26,176 para las mujeres. La renta per cápita para la localidad era de $18,946. Alrededor del 4% de la población estaba por debajo del umbral de pobreza.